# Halecium profundum
Halecium profundum is een hydroïdpoliep uit de familie Haleciidae. De poliep komt uit het geslacht Halecium. Halecium profundum werd in 1998 voor het eerst wetenschappelijk beschreven door Calder & Vervoort. 